# Cercul alidad (Alidada)
Cercul alidad (Alidada) este o parte componentă a unui teodolit clasic. Alidada este concentrică și în același plan orizontal cu limbul. De alidadă este fixată furca, care poartă lentilele vernierelor sau microscoapele, precum și axa orizontală a lunetei. Tot de alidadă sunt atașate nivelele cu bulă pentru aducerea alidadei în poziție orizontală, cu axul vertical în poziție perfect verticală. Pe alidadă sunt gradate și vernierele.